# Jaroměř (Malonty)
Jaroměř, také Jaromiř (německy Jarmiern nebo Jarmirn) je vesnice, část obce Malonty v okrese Český Krumlov. Nachází se asi 3,5 km na severozápad od Malont. Prochází zde silnice II/158. Je zde evidováno 52 adres.
Jaroměř leží v katastrálním území Jaroměř u Malont o rozloze 7,03 km².

## Historie
První písemná zmínka o vesnici pochází z roku 1361. V roce 1843 zde stálo 65 domů a žilo 277 obyvatel. Do roku 1848 byla Jaroměř součástí novohradského panství. V roce 1921 zde stálo 62 domů a žilo 278 obyvatel, z toho 6 Čechů a 260 Němců. V roce 1930 zde žilo 239 obyvatel. V letech 1938 až 1945 byla Jaroměř v důsledku uzavření Mnichovské dohody přičleněna k nacistickému Německu.
V roce 1951 převzal pozemky v Jaroměři Státní statek Malonty. Škola byla v Jaroměři do roku 1964.

## Pamětihodnosti
- Pozdně gotická boží muka[9]